# Pravda (epizoda)
Pravda (eng., Justice) je sedma epizoda prve sezone američke znanstveno-fantastične serije Zvjezdane staze: Nova generacija.

## Radnja
Nakon što je pomogao u uspostavljanju ljudske kolonije u sustavu Strnad Enterprise u susjednom sustavu Rubicon otkriva još jedan planet klase M.
Prilikom prvog istraživanje novootkrivenog planeta Riker otkriva da je riječ o gotovo idiličnom svijetu prekrasne prirode i ugodnog vremena. Njegovi stanovnici, koji sebe nazivaju Edoima, žive idiličnim životom, u skladu sa svojim svijetom i bez nasilja. Sve u svemu planet se čini idealnim mjestom za odmor i Picard šalje Rikera, Deannu, Tashu, Worfa i Wesleyja ponovo na planet.

Jedino što narušava idilu cijele priče je neobično ponašanje senzora. Nakon provjere svih senzora Data izvještava Picarda da nije riječ o greški u senzorima nego da se vani stvarno nalazi nešto što njihovi senzori ne mogu u potpunosti otkriti. Picard upućuje poziv nepoznatom objektu i iznenada se pokraj njih pojavljuje ogroman objekt nalik na svemirsku postaju. I nakon pojavljivanja objekta senzori još uvijek pokazuju ista očitanja kao da on u isto vrijeme i je tu i nije. 
Ubrzo se s njega odvaja kugla svjetlosti koja ulazi u Enterprise i nakon kratkog lutanja po njemu dolazi na most i iz nje se začuje gromki glas koji traži od objašnjenje što ljudi rade tu. Nakon što mu Picard odgovori da su tu samo u posjetu i da ne žele ništa više nego upoznati ovaj svijet i njegove stanovnike kugla nastavlja s ispitivanjem pitajući zašto su na susjednom svijetu ostavili pripadnike svoje vrste.

Birajući riječi Picard to objašnjava željom ljudi za osnivanjem novih i drugačijih društava na drugim svjetovima. Nakon nekoliko trenutaka tišine kugla ih upozori da se ne miješaju u poslove njegove djece i okrene se prema Dati pitajući ga je li osposobljen za razmjenu informacija. Prije nego što Data završi svoj odgovor kugla se spaja na njega i on pada nepokretan na pod dok se između njega i kugle odvija neka vrsta razmjene podataka.
Za vrijeme to vrijeme, dok je kugla na Enterpriseu, tim na površini gubi kontakt s brodom. Uznemiren time Riker odlučuje okupiti cijeli tim na jedno mjesto. Tražeći ostale članove tima Worf nalazi Tashu kako razgovara s Edoima oko toga kako na njihovom planetu nitko ne krši zakone. Oni joj objašnjavaju kako njihovi policajci, koje oni nazivaju pregovarači, uspostavljaju mir.

Oni koji budu uhvaćeni u kršenju zakona unutar neke njihove zone kažnjavaju se smrću. Kako nitko unaprijed ne zna gdje su te zone nitko ne želi riskirati i ne krši zakone. Tasha ogorčena što im to nitko nije rekao prije odlazi naći Wesleyja, koji se vani igra s ostalom djecom, prije nego što možda upadne u nevolju, no za to je već kasno jer je u igri s loptom Wesley srušio staklenik s cvijećem koji je u tom trenutku bio unutar zabranjene zone. Nakon što mu Tasha kaže koja je jedina kazna za kršenje zakona na planetu Riker sprječava pregovarače da usmrte Wesleyja.
Nakon što kugla napusti Enterprise Tasha uspijeva uspostaviti vezu i obavještava Picarda da je hitno potreban na planetu i nakon njegovog dolaska obavještavaju ga o svemu što se desilo. To ga stavlja u veliku moralnu dilemu je li ispravno dopustiti smrt člana svoje posade zbog nečega beznačajnog samo zato što tako kažu lokalni zakoni čije poštovanje mu nalaže Prva zapovijed Zvjezdane flote ili je ispravnije spriječiti smrt nekoga nedužnog ne obazirući se na pravila.
Na planetu Picard također saznaje da Edoi smatraju čudni objekt u svemiru svojim bogom. Kada se na Enterprise pojavi jedna od Edoa kako bi to potvrdila objekt se počne prijeteći približavati brodu i s njega se začuje gromki glas koji zahtijeva da odmah vrate njegovo dijete natrag. Nakon povratka natrag na brod Picard od Date saznaje da je nepoznati objekt neka vrsta projekcije u našoj dimenziji vrste koja je jednom postojala u našoj dimenziji, no sada je evoluirala da stadija u kojem mogu postojati u više dimenzija. Također oni smatraju cijeli ovaj dio svemira svojim područjem i Edoe svojom djecom, no iako su uznemireni ljudskim prisustvom za sada nisu neprijateljski raspoloženi.
Nakon razgovora s Datom Picard i dr. Crusher se teleportiraju natrag na planet gdje Picard uvjerava Wesleyja da neće dopustiti njegovu smrt, no kada se cijeli tim pokuša teleportirati natrag na Enterprise otkrivaju da teleporteri ne rade. Pregovarači su uvjereni da je to djelo njihovog boga koji ih tako sprječava u njihovom bijegu od pravde, no kada mu Picard i Riker postave pitanje kada je pravda bila slijepo poštovanje pravila bez iznimki on im ipak dopušta teleportiranje. 

## Vanjske poveznice
- Justice na startrek.com   Arhivirana inačica izvorne stranice od 16. lipnja 2009. (Wayback Machine)